# أرشيبالد ستيوارت
أرشيبالد ستيوارت (بالإنجليزية: Archibald Stuart)‏ هو محامي وسياسي أمريكي، ولد في 2 ديسمبر 1795 في لينشبرغ في الولايات المتحدة، وتوفي في 20 سبتمبر 1855 في مقاطعة باتريك في الولايات المتحدة. حزبياً، نشط في الحزب الديمقراطي. وقد انتخب عضو مجلس نواب الولايات المتحدة عن ولاية فرجينيا وانتخب عضو مجلس ولاية فرجينيا وانتخب عضو مجلس النواب الأمريكي.